# Franko Košuta
Franko Košuta (tudi Franco Cossutta), ladjedelski inženir, kulturni delavec, 9. marec 1943, Križ nad Trstom.

## Življenje in delo
Franko Košuta ima poitalijančeno obliko imena Franco Cossutta, saj ni Republika Italija nikomur prostovoljno vrnila popačenih imen, ki so jih zahtevale fašistične oblasti. Rodil se je vsekakor v Križu pri Trstu, obvezno šolanje je opravil v domačem kraju v slovenskih šolah, nato se je vpisal na Srednjo pomorsko šolo v Piranu, kjer je zaključil ladjedeljski odsek. Nato je študiral na Univerzi za strojništvo in ladjedelstvo v Zagrebu, kjer je leta 1970 diplomiral kot ladjedelski inženir. Najprej se je zaposlil v svetovno znanem ladjedelskem biroju Maierform, ki je imel podružnice v Trstu, Ženevi in Bremnu, kasneje je bil med leti 1973 in 1976 zaposlen v projektnem oddelku ladjedelnice Alto Adriatico v Miljah. Leta 1976 je ustanovil lastno podjetje Proteco srl – Trst, ki se ukvarja s projektiranjem ladij, tehničnimi svetovanji v ladjedelstvu in ladjarstvu, tehničnimi zastopstvi ter popravilom ladij. Mnogo je sodeloval s podjetjem Fincantieri – Trst, ki ima zdaj glavni sedež v Tržiču (Monfalcone). Član je uglednega mednarodnega združenja ladijskih arhitektov in projektantov pristanišč s sedežem v New Yorku SNAME (The Society of Naval Architects and Marine Engineers – New York), društva ATENA (Društvo ladjedelskih inženirjev in tehnikov Italije) in Propeller Club luke Koper.
Leta 2000 je Franko Košuta s prijatelji in z drugimi zanesenjaki ustanovil Kulturno društvo Ribiški muzej tržaškega primorja s sedežem v Križu pri Trstu in je njegov predsednik od ustanovitve dalje.
Leta 2015 je prejel odlikovanje - medaljo za zasluge, ki mu ga je vročil takratni predsednik Republike Slovenije Borut Pahorja, za zasluge pri razkrivanju pomena ribištva in pomorstva za slovensko zgodovino v Tržaškem zalivu ter pri zgradnji in delovanju Ribiškega muzeja tržaškega primorja v Križu pri Trstu.
Leta 2018 je Franko Košuta prejel Valvasorjevo častno priznanje za postavitev stalne muzejske razstave v Ribiškem muzeju in za skrb za njegovo nadaljnje delovanje.